# Jean-Paul Duvivier
 (juin 2012).
Si vous disposez d'ouvrages ou d'articles de référence ou si vous connaissez des sites web de qualité traitant du thème abordé ici, merci de compléter l'article en donnant les références utiles à sa vérifiabilité et en les liant à la section « Notes et références ».
Pour les articles homonymes, voir Duvivier.
Jean-Paul Duvivier, également connu sous le pseudonyme de Jean-Paul Vivier, né en Belgique, à Flawinne, le 14 août 1931 et mort à Grivegnée, le 24 juillet 2008  est un romancier et poète belge.

## Biographie
La série télévisée Jo Gaillard, dont le héros est interprété par Bernard Fresson, passe sur les télévisions francophones européennes et canadienne.

## Famille
Il est le père de Joëlle Ginoux-Duvivier, dessinatrice de calligraphies et autrice de haïkus.

## Publications

### Romans publiés par les Éditions Gérard-Marabout, collection «Mademoiselle»
Sous le pseudonyme de Jean-Paul Vivier :
- L’Ambulance du ciel
- Une île à vendre
- Puerto Soledad
- La Route du Brahmapoutre
- Lune de miel en Antarctique
- Femmes dans l’espace
- Le Rendez-vous avec Vargas
- Les Chevaux de nuit
- Les Dieux fossiles
- L’Institutrice du bout du monde
- Les Chiens du Bosphore

### Même éditeur: Collection Pocket
Sous le pseudonyme de Jean-Paul Vivier : (1967-1969)
1. Cargaison truquée (1967)
2. Le Chalutier des Lofoten (1967)
3. La Mort de l'admiral (1967)
4. Les Roses-thé de Bornéo (1967)
5. Toutes griffes dehors (1968)
6. La Grande Peur des Lofoten (1968)
7. Les Messagegers de l'enfer (1968)

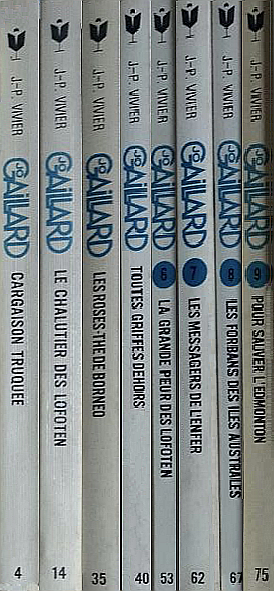
8 des 9 titres de Jo Gaillard.

8. Les Forbans des iles australes (1969)
9. Pour sauver l'Edmonton (1969)

### Éditions Trévise, Paris
- 10 - Nous n'irons plus à Macara (1974)  (ISBN 2-7112-0145-7)
- 11 - L’Île aux souvenirs (1975)  (ISBN 2-7112-0201-1)

### Éditions Le Pré du Plain
- Cadeau de pluie, illustré par Joëlle Ginoux-Duvivier,  (ISBN 2-915355-06-1)
- Le Cri du chiffonnier : une enfance en Wallonie 1936-1940, publié post mortem en 2010  (ISBN 978-2-35863-008-5)

### Poèmes
- Les Heures chéries, Desoer, Liège